# ジンゾウサウルス
ジンゾウサウルスまたはチンチョウサウルス（Jinzhousaurus）は、前期白亜紀に中国に生息したハドロサウルス上科の恐竜の属である。
タイプ種（唯一知られている種でもある）はJinzhousaurus yangiである。属名は錦州（Jinzhou）市にちなみ、種小名は中国古生物学の創設者、楊鍾健に献名されたものである。2001年に汪筱林と徐星により初めて記載された。

## 発見

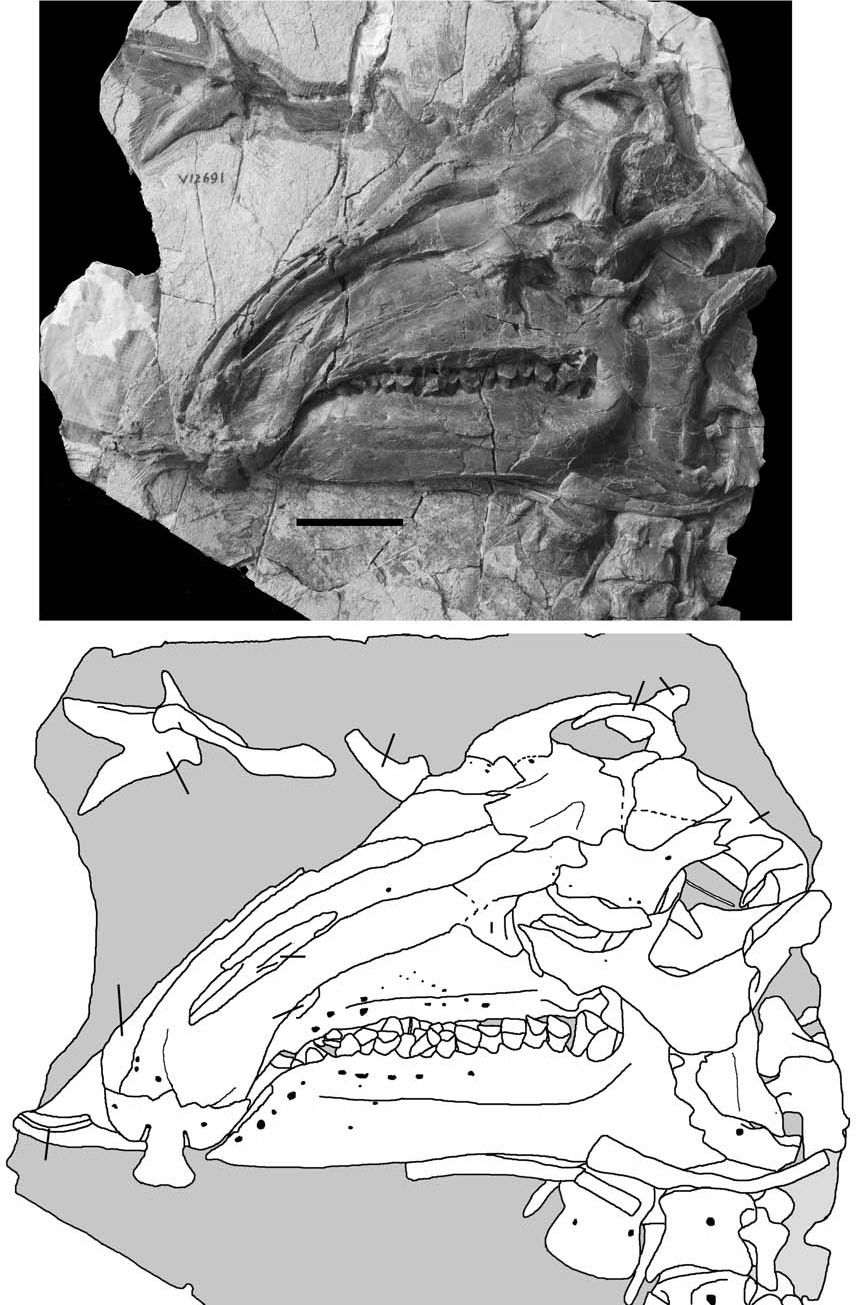
ホロタイプの頭骨

ホロタイプの化石標本IVPP V12691は中国、遼寧省錦州市義県、白菜溝近郊の義県累層（en）にある大王杖子層（Dawangzhangzi Beds）（白亜紀前期アプチアン、1億2200万年前）から発見された 。押しつぶされた石版の中にほぼ完全な状態の骨格が保存されていた。

## 記載
ジンゾウサウルスは全長約7メートル、頭骨の長さは50センチメートルほどである。頭骨は鼻孔が大きく吻部は細長く、前眼窩窓がなくなっていた。歯骨（下顎の骨）には少なくとも17本の歯があった。

## 分類
ジンゾウサウルスには原始的な特徴と派生的な特徴が両方見られる。もともとは既に側系統群だと理解されているイグアノドン科に属するとされていたが、後に記載者らはより包括的なイグアノドン上科に含まれるとした。2010年の研究の結果、イグアノドン上科より派生的なグループであるハドロサウルス上科の基盤的なメンバーであると結論付けられている。

## 参照
1. ↑  松田眞由美『語源がわかる 恐竜学名辞典』小林快次、藤原慎一（監修）、北隆館、2017年1月20日、313頁。ISBN 978-4832607347。
2. ↑  Wang, X.-L. & Xu, X. (2001) "A new iguanodontid (Jinzhousaurus yangi gen. et sp. nov.) from the Yixian Formation of western Liaoning, China." Chin. Sci. Bull., 46: 1669–1672.
3. ↑  Zhou, Z. (2006). "Evolutionary radiation of the Jehol Biota: chronological and ecological perspectives." Geological Journal, 41: 377-393.
4. ↑  A.T. McDonald, D. G. Wolfe, and J. I. Kirkland, 2010, "A new basal hadrosauroid (Dinosauria: Ornithopoda) from the Turonian of New Mexico", Journal of Vertebrate Paleontology 30(3): 799-812